# Тропіканка
«Тропіканка» (порт. Tropicaliente) — бразильський 197-серійний телесеріал 1994 року. Прем'єрний показ в Україні стартував 26 червня 1995 року на ГРТ і продовжився до кінця року.

## Анотація
Красива і багата Летісія (Сілвія Файфер) у 17-річносу віці закохується в Раміра (Ерсон Капрі), бідного рибалку із села у Форталезі бразильського штату Сеара, який на сім років старший за неї. Дівчина кидає управління компанією та бізнес, який їй полишив батько мільйонер Гаспар Веласкес, щоб насолоджуватися життям. Так вона опиняється в маленькій хатинці, де вони з Раміру проводять пристрасний медовий місяць. Але він рибалка, і йому потрібне плисти в море, щоб заробити на життя. Він сідає в човен і обіцяє повернутися наступного місяця, щоб вони змогли одружитися.
Через три місяці, не дочекавшись жодних новин від коханого, Летісія маючи ряд проблем та увагу багатих залицяльників, їде за кордон продовжувати навчання. Незабаром повертається Раміру, весь палаючий пристрастю, але знаходить халупу порожньою. Він вирішує, що став лише іграшкою для розпещеного багатого дівчиська, яке вирішило просто весело провести літо. Але за 20 років вони знову зустрічаються.

## У ролях
- Ерсон Капрі — Раміру
- Сілвія Пфейфер — Летісія .
- Режина Дураду — Серена
- Карла Марінш — Даліла
- Селтон Мелу — Вітор.
- Палома Дуарте — Аманда
- Кароліна Дікманн — Асусена
- Марсіо Гарсія — Касіану
- Наталія Лаже — Анна Кароліна «Адреналіна»
- Ана Роза — Естер
- Лейла Лопес — Олівія
- Габріела Алвес — Пітанга
- Гуга Коельо — Песоа
- Сініра Камарго — Мануела
- Жоау Карлуш Барросо — Плініу.
- Нелсон Дантас — Бужаррона.
- Едней Жіовеназзі — Бонфін.
- Делано Авелар — Даві
- Лусія Алвес — Ізабел.
- Каріна Перез — Ліліан
- Бранка де Камарго — Естелла
- Рікардо Паван — Дамасена
- Марсія Баррош — Інес
- Ілва Ніньо .
- Данієла Ескобар — Беренісе
- Джованна Антонеллі — Бенвінда
- Франсіску Саншес — Мажубінья
- Моніка Фрага — Жанаїна
- Лу Мартан — Фред Асунсан
- Адріана Бро — Сузанна
- Франсіску Куоко — Гаспар
- Кассіо Габус Мендес — Франшику